# Fouras
Fouras – miejscowość i gmina we Francji, w regionie Nowa Akwitania, w departamencie Charente-Maritime.
Według danych na rok 1990 gminę zamieszkiwało 3238 osób, a gęstość zaludnienia wynosiła 340 osób/km² (wśród 1467 gmin regionu Poitou-Charentes Fouras plasuje się na 65. miejscu pod względem liczby ludności, natomiast pod względem powierzchni na miejscu 856.).